# ウェブ指向アーキテクチャ
ウェブ指向アーキテクチャ(ウェブしこうアーキテクチャ、Web-Oriented Architecture、WOA)とは、サービス指向アーキテクチャ (SOA) の考え方に、WWW,RESTといったWebの技術を適用したアーキテクチャのスタイル。2008年ごろから提唱され始めた。SOAのサブセットとして扱われることもある。

## WOAの必要条件
WOAに必要とされている条件は、次のような事柄である。
- 全てのリソースはURIで表される（普遍性）
- 同一のURIは、同一のリソースを表す（同一性）